# Pirgula gracillima
Pirgula gracillima är en fjärilsart som beskrevs av Holland 1893. Pirgula gracillima ingår i släktet Pirgula och familjen tofsspinnare. Inga underarter finns listade i Catalogue of Life.